# Fiori di Bach

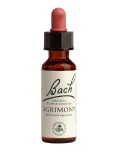
Rimedio floreale contenuto in una tipica confezione destinata alla vendita al pubblico, denominata stock bottle

I fiori di Bach o rimedi floreali di Bach sono una terapia alternativa ideata dall'omeopata britannico Edward Bach.
Ripetute e approfondite ricerche medico-scientifiche non hanno tuttavia dimostrato alcun esito terapeutico dei fiori di Bach, se non l'effetto placebo.
I sostenitori della floriterapia ritengono che i citati rimedi rilascerebbero nell'acqua, se opportunamente trattati, la loro «energia» o «memoria», benché il concetto di "memoria dell'acqua" non trovi alcun riscontro nella letteratura scientifica.

## Il concetto di «malattia» in Bach
Secondo Bach la malattia all'origine non è materiale, bensì il risultato di uno squilibrio tra le scelte compiute con la mente e i desideri del cuore, a un livello più sottile. Tale squilibrio, alla lunga inascoltato, genera un sintomo nel fisico del quale la persona è costretta a occuparsi in quanto le causa dolore. Seguendo invece il proprio intuito e istinto si compiono quelle scelte armoniche che permettono al corpo di rimanere in salute.
(Edward Bach, Essere se stessi, trad. it., Macroedizioni, 1995, p. 15)
Bach sostiene che a presiedere ogni disturbo fisico vi siano paure, preferenze personali ed emozioni; esattamente un'emozione negativa è all'origine di ogni disturbo psicosomatico: guarendo la mente, il corpo seguirà.
Sulla base di tali principi Bach identificò trentotto rimedi floreali, corrispondenti ad altrettanti tipi di emozione, la cui «energia» entra in vibrazione con l'energia umana ed è in grado trasformare l'emozione negativa nel suo tratto positivo.
Lungi dall'«eliminare» l'emozione, la terapia si propone di «trasformarla» al fine di rendere migliore e più «armonico» il soggetto.
A titolo d'esempio, una persona egocentrica e a tratti egoista, trattata secondo la terapia di Bach sarebbe in grado di ritrovare la parte di sé capace di dedicarsi agli altri con generosità, sì da ripristinare lo «stato armonico» tra mente e cuore, ed eliminando il sintomo di malessere nel fisico.
(Edward Bach, ivi, p. 22)
Alla base della floriterapia di Bach è il principio secondo il quale, nella cura di una persona, devono essere prese in considerazione soltanto le sue emozioni e la sua personalità, le quali determinerebbero il sintomo manifesto nel fisico: il singolo fiore sarebbe in grado di dare il via al processo di trasformazione dell'emozione negativa nel suo tratto positivo, con una conseguente scomparsa del sintomo fisico, essendo quest'ultimo ritenuto il disturbo finale di un disagio originatosi a un altro livello, molto più profondo.
Al riguardo, Bach sosteneva la necessità che tale forma di terapia dovesse essere semplice e accessibile a tutti, in quanto a suo dire chiunque avrebbe le potenzialità, la capacità e le sensibilità necessarie per effettuare autodiagnosi e autopratica.
Sosteneva inoltre che la terapia dovesse avere carattere preventivo e scevra di effetti collaterali.

## Test clinici
La ricerca clinica e scientifica ha smentito qualsiasi effetto terapeutico della floriterapia che, nella più favorevole delle ipotesi, può funzionare come placebo, come confermato dal medico tedesco Edzard Ernst: «L'ipotesi che i rimedi floreali siano associati ad effetti superiori al placebo non è supportata da dati provenienti da studi clinici rigorosi».
Gli studi con miglior metodologia clinica non hanno evidenziato alcun effetto dei fiori di Bach superiore a quello placebo, ritenuto il metodo più probabile d'azione per i rimedi floreali, arricchito da un'introspezione sullo stato emotivo del paziente, o semplicemente dall'essere ascoltati dal medico.
Il semplice atto di selezionare e prendere un rimedio può agire come un rituale calmante.
Da una revisione sistematica delle ricerche scientifiche del 2009 è emerso che «La maggior parte delle prove disponibili sull'efficacia e la sicurezza dei fiori di Bach presenta un elevato rischio di bias (parzialità). Concludiamo che, in base agli eventi avversi riportati in questi sei studi, i fiori di Bach sono probabilmente innocui. Esistono pochi studi sul possibile uso dei fiori di Bach per problemi psicologici e di terapia del dolore. La nostra analisi dei quattro studi per l'ansia e l'ADHD indica che non vi è alcuna prova di benefici maggiori rispetto ad un placebo».
Un anno più tardi Ernst scrisse che «In conclusione, le ricerche cliniche più affidabili non mostrano alcuna differenza tra placebo e rimedi floreali».

## I 38 fiori di Bach
I primissimi fiori scoperti da Bach furono i cosiddetti "12 Guaritori", che il medico gallese iniziò prontamente a sperimentare prima su sé stesso e poi sui suoi pazienti; gli altri 26 vennero scoperti poco tempo dopo. Bach consigliava di cogliere i fiori nel periodo di massima fioritura e nelle prime ore del mattino di un giorno assolato, senza nubi in cielo; il fiore integro veniva posto in una ciotola d'acqua di sorgente nel campo dove era stato raccolto e veniva trattato secondo il metodo del sole. L'altro metodo, detto della bollitura, consisteva nel far bollire le gemme o i boccioli sui propri rametti. Questi sono gli unici due metodi di preparazione riportati nelle opere del medico gallese.
Le spiegazioni qui di seguito sono una rapida sintesi del significato completo del fiore, secondo le teorie di Bach. La classificazione comprende:
- I "12 guaritori":
  - Agrimony (Agrimonia), per chi nasconde i propri tormenti dietro una facciata gaia e cortese;
  - Centaury (Centaurea minore), per chi non riesce a dire di no, e diventa un servitore più che un aiuto;
  - Chicory (Cicoria comune), per chi ama in modo possessivo, cercando di fare tutto il possibile per essere ricambiato;
  - Rock Rose (Eliantemo), per chi è preso da grande paura e panico;
  - Gentian (Genzianella autunnale), per chi si scoraggia e si deprime facilmente;
  - Mimulus (Mimolo giallo), per chi ha paure di origine conosciuta;
  - Impatiens (Balsamina dell'Himalaya), per chi è impaziente e non sopporta interferenze coi suoi ritmi;
  - Cerato (Piombaggine), per chi non ha fiducia in sé e chiede continuamente consiglio ad altri;
  - Scleranthus (Fiorsecco, Scleranto o Centigrani), per chi è indeciso tra due scelte;
  - Vervain (Verbena), per chi si lascia trasportare troppo dall'entusiasmo e ha un forte senso di giustizia;
  - Water Violet (Violetta d'acqua), per chi ama stare da solo e talvolta è orgoglioso;
  - Clematis (Clematide), per chi sogna ad occhi aperti, vivendo più nel futuro che nella realtà.
- I "7 aiuti":
  - Rock Water (acqua di fonte), per chi è molto rigido nel suo modo di essere e desidera essere d'esempio;
  - Wild Oat (Forasacco maggiore), per chi è insicuro sul ruolo da svolgere nella vita;
  - Heather (Brugo), per chi non ama stare solo e attacca spesso bottone, pur di poter parlare con altri;
  - Gorse (Ginestrone), per chi prova grande disperazione e si sente come bloccato;
  - Olive (Olivo), per chi è esausto a causa di fatica fisica o mentale;
  - Oak (Quercia), per chi non riesce a staccare, lavora molto e non si arrende mai;
  - Vine (Vite), per chi prova desiderio di dominare gli altri.
- I "19 assistenti":
  - Holly (Agrifoglio) prova rabbia, invidia e odio, sentimenti negativi forti nei confronti degli altri;
  - Honeysuckle (Caprifoglio comune), per chi ha nostalgia del passato o chi ha nostalgia di casa, di un amico;
  - Hornbeam (Carpino bianco), per chi non riesce a cominciare la giornata con la giusta energia;
  - White Chestnut (Ippocastano bianco), per chi ha pensieri costanti e indesiderati, e desidera pace mentale.
  - Sweet Chestnut (Castagno dolce), per chi prova un'ansia estrema, dove non si vede altro che distruzione;
  - Red Chestnut (Ippocastano rosso), per chi prova apprensione per i propri cari;
  - Beech (Faggio selvatico), per chi desidera vedere più bellezza ed è talvolta intollerante con gli altri e li critica;
  - Chestnut Bud (Gemma di Ippocastano bianco), per chi ripete sempre gli stessi errori;
  - Larch (Larice comune), per chi ha una bassa stima di sé, e ha paura di fallire;
  - Crab Apple (Melo selvatico), per chi ha necessità di pulizia nel corpo o nella mente;
  - Cherry Plum (Mirabolano), per chi ha paura di perdere la ragione e l'autocontrollo;
  - Walnut (Noce), per chi deve affrontare grandi cambiamenti e necessita di protezione dalle influenze esterne;
  - Elm (Olmo inglese), per chi si sente sommerso di responsabilità;
  - Pine (Pino silvestre), per chi ha un forte senso di colpa;
  - Aspen (Pioppo tremulo), per chi ha paura di cose vaghe, indistinte, e senza apparente motivo;
  - Wild Rose (Rosa canina), per chi si abbandona alla rassegnazione e all'apatia;
  - Willow (Salice giallo), per chi prova amarezza e risentimento;
  - Mustard (Senape selvatica), per chi si sente momentaneamente infelice e non sa dire il motivo;
  - Star of Bethlehem (Ornitogalo o Latte di gallina), per chi ha subìto uno shock emotivo.

### Le dodici personalità umane
Questa classificazione attribuiva un'importanza particolare al gruppo floreale dei dodici guaritori, ai quali il dottor Bach associava rispettivamente dodici tipi fondamentali di persone: ogni individuo cioè possederebbe un preciso temperamento o carattere psicologico, dotato di lati positivi e negativi, identificabile con uno dei dodici fiori guaritori. 
(Edward Bach, Libera te stesso, 1932)
Le proprietà caratteriali di ognuna delle dodici personalità umane furono così definite, in analogia all'aspetto morfologico del fiore corrispondente:
1. La persona Agrimony tende spesso a scendere a compromessi per evitare il più possibile le situazioni di conflitto, come le discussioni accese, finendo spesso per assumere una maschera superficiale di cordialità per amore della pace e dell'armonia.
2. Le Centaury sono tra le persone più servizievoli e bisognose dell'approvazione altrui, ma questa loro caratteristica le porta facilmente ad essere sfruttate dagli altri, fino a superare un limite di sopportazione.
3. La persona Chicory, caratterizzata da una volontà pragmatica, ha un temperamento da stratega ma bisognoso di affetto, spesso possessivo e permaloso.
4. Rock Rose ha una personalità molto forte e impulsiva, contraddistinta nel suo lato positivo da coraggio e idealismo, ma tendente verso ansia e paura, sospinta da un fuoco interiore a sperimentare la negatività delle circostanze della vita.
5. Nella Gentian prevale la tendenza a razionalizzare le situazioni emotive, che rischia però di trasformarsi in scetticismo e sfiducia.
6. Il tratto tipico della Mimulus è la sensibilità e l'infantilismo: si tratta di una persona spontanea, semplice, facilmente impressionabile, incline agli entusiasmi ma che può sembrare talvolta ingenua.
7. Gli individui Impatiens sono molto efficienti, pianificatori e volitivi; per la loro impazienza e risolutezza rischiano tuttavia di essere evitati dagli altri, o di andare incontro a un esaurimento fisico.
8. La tendenza degli individui Cerato a valutare e soppesare molto le situazioni li induce anche a ricercare eccessivamente negli altri le certezze di cui hanno bisogno.
9. Le persone Scleranthus, oltre ad essere fortemente indecise e volubili, interiorizzano molto le emozioni, ed escono spesso fuori degli schemi.
10. L'individuo Vervain tende a esaltarsi e impegnarsi notevolmente nei progetti che gli stanno a cuore, ma le sue iniziative rischiano di degenerare nella superficialità o nel fanatismo.
11. Water Violet ha una personalità pacata e propensa alla valutazione razionale, ma la cui freddezza riflessiva la induce ad assumere atteggiamenti intellettuali di superiorità e di distacco rispetto agli altri.
12. Nell'individuo Clematis predominano i sentimenti ma soprattutto la fantasia, in virtù della quale risulta dotato di un temperamento artistico e creativo, il cui contraltare consiste in una tendenza a fantasticare e ad assentarsi dalla realtà.

(Edward Bach, Libera te stesso, 1932)

### Suddivisione secondo gli stati d'animo
Il Dr. Bach adottò in seguito un'altra distinzione, oltre a quella tra "guaritori", "aiutanti" ed "assistenti" che molti suoi seguaci nel mondo continuano ad utilizzare ugualmente, suddividendo i fiori secondo gli stati d'animo da alleviare:
- Per la paura: Rock Rose, Mimulus, Cherry Plum, Aspen, Red Chestnut.
- Per l'incertezza: Cerato, Scleranthus, Gentian, Gorse, Hornbeam, Wild Oat.
- Per lo scarso interesse verso le circostanze attuali: Clematis, Honeysuckle, Wild Rose, Olive, White Chestnut, Mustard, Chestnut Bud.
- Per la solitudine: Water Violet, Impatiens, Heather.
- Per l'ipersensibilità alle influenze e alle idee: Agrimony, Centaury, Walnut, Holly.
- Per l'avvilimento e la disperazione: Larch, Pine, Elm, Sweet Chestnut, Star of Bethlehem, Willow, Oak, Crab Apple.
- Per l'eccessiva preoccupazione del benessere altrui: Chicory, Vervain, Vine, Beech, Rock Water.

## Rescue Remedy
Combinando insieme due o più fiori si possono ottenere miscele personalizzate, rivolte cioè a un'esigenza particolare e soggettiva. Esiste tuttavia una combinazione predisposta dallo stesso Bach per un uso generale: si tratta del rimedio di emergenza chiamato Rescue Remedy, una miscela di cinque fiori, che secondo Bach sarebbe utile in situazioni più acute: fortissimi stress, attacchi di panico, svenimenti, brutte notizie ecc., ma anche traumi di natura fisica. Oltre che per bocca, questo rimedio può essere applicato anche sulle tempie o sui polsi, o direttamente sulla parte dolente.
Consiste in una miscela di:
- Star of Bethlehem, contro lo shock improvviso;
- Rock Rose, contro il panico o il terrore;
- Impatiens, per riportare la calma;
- Clematis, contro la tendenza a cedere, la sensazione di allontanamento appena prima di svenire;
- Cherry Plum, contro la paura di perdere il controllo, di andar fuori di testa.

È l'unico rimedio che, d'ordinario, non è preparato esclusivamente in forma liquida, ma anche in compresse di lattosio e in pomata.
In quest'ultima formulazione, chiamata "Rescue Cream" è aggiunto il Crab Apple, il rimedio di purificazione, per il suo effetto depurativo; può essere utile in diverse occasioni: traumi, piccole eruzioni cutanee, dolori e tensioni muscolari, pelle disidratata ecc.

### Crab Apple
Oltre che per l'aspetto mentale caratterizzato da senso di vergogna, ossessione per l'igiene, perfezionismo, Crab Apple è utilizzato infatti anche nel suo aspetto isomorfico come depurativo e antibatterico, quindi per problemi dermatologici, per trattare infezioni, o in caso di febbre.
(Ricardo Orozco, Nuovi orizzonti con i fiori di Bach,  pag. 38, nota 6, Centro Benessere Psicofisico, 2008)

## Preparazione
Il metodo con cui oggi si estraggono le essenze dai fiori è ancora quello tramandato da Bach stesso.
Preparare i fiori di Bach è relativamente semplice: i due metodi che Bach scelse nella preparazione dei suoi rimedi sono quello del sole e quello della bollitura.
I dodici guaritori e i sette aiuti si preparano col primo metodo, mentre i diciannove assistenti con il secondo.

### Il metodo del sole
È necessario lavorare in una giornata calda e soleggiata nel periodo di massima fioritura della pianta.
I fiori vanno raccolti sul posto senza essere toccati con le mani e, recidendoli con delle forbici, si fanno cadere i boccioli in un recipiente di vetro fine da 300 ml riempito di acqua pura, avendo cura di coprire con essi la superficie della bacinella.
Quindi si lasciano macerare al sole per 4 ore (in Italia, dove l'insolazione è maggiore che nelle Isole britanniche, ne sono sufficienti 3); in questo modo il sole trasferirebbe la vibrazione del fiore all'acqua sottostante.
Terminato tale periodo si filtra l'acqua dei fiori con un filtro di carta in una bottiglia da 1 litro aggiungendo una pari dose di cognac (o brandy), che serve per la conservazione.
Il liquido ottenuto è chiamato tintura madre dei Fiori di Bach.
Per quanto riguarda Rock Water il procedimento è differente.
Trattandosi infatti di semplice acqua di un'antica sorgente inglese conosciuta per le sue proprietà curative, basta raccogliere quest'acqua nel solito contenitore (senza toccarla con le mani), lasciarla per quattro ore al sole e poi allungarla con il brandy, come prima descritto.

### Il metodo della bollitura
Il metodo della bollitura è più veloce. Raccolti i giovani germogli di fiore con la stessa metodologia, dovranno essere posti in una pentola di metallo porcellanato, all'incirca nella stessa quantità del primo metodo ma con un litro e mezzo di acqua. Lasciati bollire per circa 30 minuti, si lascerà raffreddare la tintura così ottenuta, aggiungendo poi all'acqua filtrata lo stesso quantitativo di brandy.

## Commercializzazione e uso
In commercio non si trova la tintura madre del fiore, bensì la bottiglietta stock da 20 ml ottenuta attraverso una prima diluizione, ossia 2 gocce di tintura madre in 10 ml di Brandy e il resto acqua. Per ottenere il flaconcino di trattamento, basta prendere una boccetta da 30ml (preferibilmente dotata di contagocce) aggiungere due gocce di ogni fiore desiderato (sino a sette fiori) e riempire sino all'orlo con acqua e un cucchiaino di brandy, cognac o aceto di mele, sostanze che hanno la funzione di conservare e di stabilizzare la diluizione.
La dose minima di assunzione è quattro gocce per quattro volte al giorno: sarebbe importante la mattina appena svegli e prima di coricarsi; poi altre due volte nell'arco della giornata. Ma l'indicazione più corretta è "all'occorrenza", vale a dire ogni volta un pensiero o un'emozione negativa si presenta. Non è necessario che gli orari siano gli stessi, l'importante è avere sempre con sé il flacone di trattamento perché non possiamo sapere quando ne avremo bisogno.
I fiori possono essere messi sulla lingua, tenuti sotto la lingua, deglutiti direttamente, messi in una bevanda calda.
Alcune persone credono che i rimedi floreali vadano tenuti lontani da fonti elettromagnetiche (cellulari, computer, forni a microonde, radiosveglie), tuttavia al riguardo il Bach Centre e numerosi autori hanno sempre affermato che, per esperienza, le fonti elettriche e magnetiche non influiscono negativamente sui rimedi.

### Corrispondenze con altre forme di terapia alternativa
Il medico esoterista Dietmar Krämer ha associato ad ognuno dei fiori di Bach il suo equivalente terapeutico nell'ambito dell'aromaterapia e della cristalloterapia.

## Opere di Bach
- Edward Bach, Guarire con i Fiori, Nuova Ipsa, Palermo.
- Edward Bach, I Fiori curativi e altri Rimedi, Giunti editore
- Edward Bach, Essere se stessi, Macro Edizioni
- Edward Bach, Libera te stesso, Macro Edizioni
- Nora Weeks, La vita e le scoperte di Edward Bach, Guna, 1996
- Mechthild Scheffer, Terapia con i fiori di Bach, TEA, Milano 1995
- Dietmar Krämer, Nuove terapie con i fiori di Bach, vol. I, Relazioni dei fiori tra loro. Fiori interiori ed esteriori, trad. it., Mediterranee, 2000
- Dietmar Krämer, Nuove terapie con i fiori di Bach, vol. II, Diagnosi e terapia attraverso la corrispondenza tra zone cutanee e fiori di Bach, trad. it., Mediterranee, 2000
- Dietmar Krämer, Nuove terapie con i fiori di Bach, vol. III, Meridiani dell'Agopuntura e fiori di Bach. Corrispondenze tra i binari. Terapie per i bambini con fiori di Bach, trad. it., Mediterranee, 2000